# Lilltjärnen (Burträsks socken, Västerbotten, 716622-169244)
Lilltjärnen är en sjö i Skellefteå kommun i Västerbotten och ingår i Sävaråns huvudavrinningsområde.